# Onychognathus albirostris
Onychognathus albirostris é uma espécie de passeriforme da família Sturnidae.
Pode ser encontrada nos seguintes países: Eritreia e Etiópia.